# Integratietegemoetkoming
Integratietegemoetkoming, in België, is een vervangingsinkomen toegekend aan de persoon met een handicap die door een vermindering van de zelfredzaamheid bijkomende kosten te dragen heeft. De voorwaarden om van deze tegemoetkoming te kunnen genieten, lopen op een aantal vlakken samen met die van de Inkomensvervangende tegemoetkoming. Bij de berekening van de tegemoetkoming wordt er rekening gehouden met de inkomsten van de persoon met een handicap, alsook van de persoon met wie de persoon met een handicap een huishouden vormt. Bepaalde vrijstellingen worden evenwel toegepast op die inkomsten. De integratietegemoetkoming wordt gecombineerd met vervangingsinkomens zoals de wacht- of werkloosheidsuitkering of de invaliditeitsuitkering van de mutualiteit, en andere vormen van sociale bijstand zoals het leefloon.